# Tuř
Tuř település Csehországban, a Jičíni járásban. Tuř Kovač, Vitiněves, Jičín, Butoves, Kacákova Lhota és Slatiny településekkel határos. Lakosainak száma 131 fő (2024. január 1.).

## Népesség
A település lakosságának változását az alábbi diagram mutatja:
| Lakosok száma | 517  | 467  | 419  | 292  | 159  | 129  | 179  | 177  | 125  | 131  |
|               | 1869 | 1890 | 1921 | 1950 | 1980 | 2001 | 2017 | 2019 | 2022 | 2024 |